# Мет Данинг
Мед Данинг (енгл. Matt Dunning; 19. децембар 1978) бивши је аустралијски рагбиста. Родио се у Канади, али је одрастао у Аустралији. Први меч за Воратасе одиграо је против Чифса 2001. Дебитовао је за Валабисе 25. октобра 2003, на светском првенству у Аустралији, дебитовао је против Намибије. Одиграо је свих 5 утакмица за Аустралију на светском првенству 2007, када су Валабиси елиминисани у четвртфиналу од црвених ружа. Због повреде је пропустио сезону 2009, супер рагбија. Био је 2011, на проби у Биарицу, али је повредио врат, па није поптисао уговор, са овим славним француским рагби клубом. Престао је да игра рагби 2013, а тренутно ради као рагби тренер у тиму Балмаин РФК. Његов брат Кејси је такође професионални рагбиста и игра за репрезентацију Канаде.